# アルテム・ハルチュニャン
アルテム・ハルチュニャン（アルメニア語: Արման Ծառուկյան、英語: Artem Harutyunyan、1990年8月13日 - ）は、ドイツのプロボクサー。アルメニア・エレバン出身。リオデジャネイロオリンピックライトウェルター級銅メダリスト。

## 来歴

### アマチュア時代
2013年8月、ヨーロッパアマチュアボクシング選手権にライトウェルター級（64kg）で出場し、銅メダルを獲得した。
2016年、リオデジャネイロオリンピックにライトウェルター級（64kg）で出場し、銅メダルを獲得した。

### プロ時代
2017年11月25日、プロデビュー戦を行い6回判定勝ち。
2018年9月22日、ハンブルクのワーク・ユア・チャンプ・アリーナにてメラブ・トゥルカゼとBDBインターナショナルスーパーライト級王座決定戦を行い、8回1分20秒KO勝ちを収め王座獲得に成功した。
2019年6月15日、ハンブルクのワーク・ユア・チャンプ・アリーナにてウーゴ・アルフレッド・サンティランとIBOコンチネンタルスーパーライト級王座決定戦を行い、10回3-0の判定勝ちを収め王座獲得に成功した。
2021年4月24日、ハンブルクのユニバーサム・ジムにてウラジスラウ・メルニクとWBAインターナショナルライト級王座決定戦を行い、12回2-1の判定勝ちを収め王座獲得に成功した。
2021年9月25日、ハンブルクのユニバーサム・ジムにてサミュエル・モリーナとWBCインターナショナルライト級王座決定戦を行い、5回2分31秒KO勝ちを収め王座獲得に成功した。
2023年7月15日、ネバダ州ラスベガスのザ・コスモポリタン内チェルシー・ボール・ルームにてWBC世界ライト級5位のフランク・マーティンとWBC世界ライト級挑戦者決定戦を行い、僅差でプロ初黒星となる12回0-3（113-114、112-115×2）の判定負けを喫した。
2024年7月6日、ニュージャージー州ニューアークのプルデンシャル・センターでWBC世界ライト級王者のシャクール・スティーブンソンに挑戦するも、12回0-3（109-119、110-118、112-116）の判定負けを喫し王座獲得と再起に失敗した。

## 戦績
- プロボクシング：14戦 12勝 (7KO) 2敗

| 戦           | 日付           | 勝敗 | 時間    | 内容    | 対戦相手                           | 国籍                     | 備考                                            |
| ------------ | -------------- | ---- | ------- | ------- | ---------------------------------- | ------------------------ | ----------------------------------------------- |
| 1            | 2017年11月25日 | ☆    | 6R      | 判定    | アヴェリノ・バスケス               | スペイン                 | プロデビュー戦                                  |
| 2            | 2018年2月10日  | ☆    | 1R 1:15 | TKO     | デビッド・ヴィカノビッチ           | ボスニア・ヘルツェゴビナ |                                                 |
| 3            | 2018年3月17日  | ☆    | 1R 1:05 | KO      | アフメト・フリッチ                 | ボスニア・ヘルツェゴビナ |                                                 |
| 4            | 2018年5月26日  | ☆    | 2R 1:09 | TKO     | ミロス・ヤンヤニン                 | ボスニア・ヘルツェゴビナ |                                                 |
| 5            | 2018年9月22日  | ☆    | 8R 1:20 | KO      | メラブ・トゥルカゼ                 | ジョージア               | BDBインターナショナルスーパーライト級王座決定戦 |
| 6            | 2019年4月6日   | ☆    | 2R 2:17 | KO      | ジョルジ・ブリアゼ                 | ジョージア               |                                                 |
| 7            | 2019年6月15日  | ☆    | 10R     | 判定3-0 | ウーゴ・アルフレッド・サンティラン | アルゼンチン             | IBOコンチネンタルスーパーライト級王座決定戦     |
| 8            | 2019年11月9日  | ☆    | 10R     | 判定2-0 | イスラム・デュマノフ               | ロシア                   | IBOインターナショナルスーパーライト級王座決定戦 |
| 9            | 2020年1月25日  | ☆    | 4R 終了 | TKO     | ミゲル・セサリオ・アンティン       | アルゼンチン             | IBOインターナショナル防衛1                      |
| 10           | 2021年4月24日  | ☆    | 12R     | 判定2-1 | ウラジスラウ・メルニク             | ウクライナ               | WBAインターナショナルライト級王座決定戦         |
| 11           | 2021年9月25日  | ☆    | 5R 2:31 | KO      | サミュエル・モリーナ               | スペイン                 | WBCインターナショナルライト級王座決定戦         |
| 12           | 2022年6月25日  | ☆    | 10R     | 判定3-0 | ハンベルト・ガリンド               | アメリカ合衆国           | WBCインターナショナル防衛1                      |
| 13           | 2023年7月15日  | ★    | 12R     | 判定0-3 | フランク・マーティン               | アメリカ合衆国           | WBC世界ライト級挑戦者決定戦                     |
| 14           | 2024年7月6日   | ★    | 12R     | 判定0-3 | シャクール・スティーブンソン       | アメリカ合衆国           | WBC世界ライト級タイトルマッチ                   |
| テンプレート |                |      |         |         |                                    |                          |                                                 |

## 獲得タイトル
- WBCインターナショナルライト級王座
- WBAインターナショナルライト級王座
- IBOインターナショナルスーパーライト級王座
- IBOコンチネンタルスーパーライト級王座
- BDBインターナショナルスーパーライト級王座